# Гемілтон (Алабама)
Гемілтон (англ. Hamilton) — місто (англ. city) в США, в окрузі Меріон штату Алабама. Населення — 7042 особи (2020).

## Географія
Гемілтон розташований за координатами 34°8′19″ пн. ш. 87°58′15″ зх. д. / 34.13861° пн. ш. 87.97083° зх. д. (34.138710, -87.970837).  За даними Бюро перепису населення США в 2010 році місто мало площу 98,62 км², з яких 98,58 км² — суходіл та 0,04 км² — водойми.

## Демографія
Згідно з переписом 2010 року, у місті мешкало 6885 осіб у 2717 домогосподарствах у складі 1793 родин. Густота населення становила 70 осіб/км².  Було 3096 помешкань (31/км²).
Расовий склад населення:
| - 89,3 % — білих - 7,7 % — чорних або афроамериканців - 0,4 % — корінних американців - 0,2 % — азіатів - 1,2 % — осіб інших рас |

До двох чи більше рас належало 1,1 %. Частка іспаномовних становила 3,1 % від усіх жителів.
За віковим діапазоном населення розподілялося таким чином: 19,9 % — особи молодші 18 років, 61,1 % — особи у віці 18—64 років, 19,0 % — особи у віці 65 років та старші. Медіана віку мешканця становила 43,2 року. На 100 осіб жіночої статі у місті припадало 106,8 чоловіків;  на 100 жінок у віці від 18 років та старших — 105,7 чоловіків також старших 18 років.
Середній дохід на одне домашнє господарство  становив 52 493 долари США (медіана — 33 053), а середній дохід на одну сім'ю — 60 208 доларів (медіана — 39 790). Медіана доходів становила 36 110 доларів для чоловіків та 30 804 долари для жінок. За межею бідності перебувало 18,5 % осіб, у тому числі 24,9 % дітей у віці до 18 років та 8,7 % осіб у віці 65 років та старших.
Цивільне працевлаштоване населення становило 2656 осіб. Основні галузі зайнятості: освіта, охорона здоров'я та соціальна допомога — 22,3 %, виробництво — 21,7 %, будівництво — 7,9 %, науковці, спеціалісти, менеджери — 6,5 %.